# The Line King: The Al Hirschfeld Story
Pour plus de détails, voir Fiche technique et Distribution.
The Line King: The Al Hirschfeld Story est un film américain réalisé par Susan Warms Dryfoos, sorti en 1996. Il a été diffusé en version courte dans le cadre de la série télévisée American Masters.

## Synopsis
Le film revient sur la vie et l'œuvre du caricaturiste Al Hirschfeld, connu pour ses portraits de célébrités.

## Fiche technique
- Titre : The Line King: The Al Hirschfeld Story
- Réalisation : Susan Warms Dryfoos
- Scénario : Susan Warms Dryfoos
- Photographie : Dick Blofson et Jeff Grunther
- Montage : Angelo Corrao
- Production : Susan Warms Dryfoos
- Société de production : Castle Hill Productions (en), New York Times Productions et Times History
- Société de distribution : Castle Hill Productions (en) (États-Unis)
- Pays :  États-Unis
- Genre : Documentaire
- Durée : 86 minutes
- Dates de sortie : 
  - États-Unis : 27 septembre 1996

## Distinctions
Le film a été nommé à l'Oscar du meilleur film documentaire.